# Necessary Evil (Star Trek: Deep Space Nine)
"Necessary Evil" és el vuitè episodi de la segona temporada de la sèrie de televisió de ciència-ficció estatunidenca Star Trek: Deep Space Nine, el 28è de tota la sèrie. Originalment es va emetre en redifusió a partir del 15 de novembre de 1993. L'episodi va ser dirigit per James L. Conway en base a un guió de Peter Allan Fields.
Ambientada al segle XXIV, la sèrie segueix les aventures a Espai Profund 9, una estació espacial situada prop d'un forat de cuc estable entre els Quadrants Alfa i Gamma de la Via Làctia, prop del planeta Bajor, mentre els bajorans es recuperen d'una brutal ocupació de dècades pels imperialistes cardassians. Aquest episodi se centra en el cap de seguretat de Espai Profund 9, Odo, un canviador de formes d'origen desconegut. En aquest episodi, un atac al taverner Quark porta a Odo a reobrir una investigació sobre un assassinat sense resoldre que es remunta als dies de l'ocupació cardassiana. L'episodi presenta salts enrere d'aquell període, incloent-hi la primera vegada que Odo va conèixer la lluitadora de la resistència bajorana Kira Nerys, que és la primera oficial d’ Espai Profund 9 durant el període en què s'ambienta la sèrie.

## Argument
Una dona bajorana, Vaatrik Pallra, contracta Quark per recuperar una caixa forta de la botiga del seu difunt marit a Espai Profund 9. Quark l'obre per trobar una llista de noms bajorans. Un desconegut, Trazko, s'hi acosta d'amagat, dispara a Quark i roba la llista. Mentre el Dr. Bashir intenta reviure Quark, el germà de Quark Rom explica a Odo sobre la llista de noms, i que la caixa estava amagada a la botiga durant l'Ocupació.
En un salt enrere, cinc anys abans, el comandant cardassià de l'estació Gul Dukat sol·licita a Odo que investigui un assassinat. Odo interroga Vaatrik Pallra, la vídua del difunt. Ella afirma que el seu marit havia tingut una aventura amb Kira Nerys. Quan entrevista Kira, ella diu que no hi havia cap relació íntima entre ella i Vaatrik, i que estava fent una entrevista de treball al bar de Quark en el moment de l'assassinat.
En el present, Rom li diu a Odo que un nom de la llista s'assemblava a "Ches'so". Odo entrevista Pallra, que afirma desconèixer la llista de noms i el nom "Ches'so". També es nega a divulgar la identitat de la persona que li va prestar els diners per pagar la seva factura de la llum endarrerida. Kira identifica "Ches'so": un filantrop anomenat "Ches'sarro", que acaba de morir en circumstàncies sospitoses.
Cinc anys abans, Quark admet que Kira el va subornar per proporcionar una falsa coartada. Quan Odo la confronta, Kira revela que estava cometent un atac terrorista a l'estació. Odo li diu a Dukat que Kira no és la culpable de l'assassinat.
En el present, Odo dedueix que els noms de la llista són bajorans que van col·laborar amb els cardassians durant l'ocupació, a qui Pallra ha estat fent xantatge. Trazko intenta de nou matar Quark; Rom salva la vida de Quark cridant, cridant l'atenció dels agents de seguretat. Portat a DS9, Pallra nega conèixer Trazko, però Odo ha confirmat que recentment va transferir una gran suma de diners al seu compte bancari. Quan declara la seva innocència en l'assassinat del seu marit, Odo respon: "Ho sé".
Odo s'ha adonat que és Kira qui va matar Vaatrik cinc anys abans. Li diu a Kira que va començar a sospitar d'ella quan va poder identificar Ches'saro tan ràpidament. Quan va deduir que la llista consistia en col·laboradors bajorans, Odo es va adonar que Vaatrik també era un col·laborador, i ara entén que Dukat el va escollir per investigar per mantenir les distàncies dels seus col·laboradors. Kira, un membre de la resistència, va matar Vaatrik en defensa pròpia quan ell la va sorprendre intentant robar la llista de noms. Mai no li ho va dir a Odo perquè tenia por que això afectés la seva amistat. Kira li pregunta si podrà tornar a confiar en ella, i ell no pot respondre.

## Actors convidats
- Max Grodénchik - Rom
- Marc Alaimo - Gul Dukat
- Katherine Moffat - Vaatrik Pallra
- Robert MacKenzie - Trazko

## Recepció
Quan es va emetre "Necessary Evil" el novembre de 1993, va rebre una qualificació Nielsen de 9,3 punts i el cinquè lloc en la seva franja horària.
Tor.com va qualificar l'episodi amb deu punts de deu, anomenant-la "La història perfecta de DS9. Tot el que és bo de la sèrie es mostra aquí". Va ser l'únic episodi de la temporada que va aconseguir aquesta qualificació.
El 2016, The Hollywood Reporter va classificar "Necessary Evil" com el 19è millor episodi de Star Trek: Deep Space Nine. Assenyalen això com un episodi que diferenciava aquesta sèrie de la seva predecessora, Star Trek: La nova generació, i situen l'episodi en el gènere de misteri d'assassinat.
El 2017, Screen Rant va classificar aquest episodi com l'onzè episodi més fosc de la franquícia Star Trek.
El 2018, SyFy va recomanar aquest episodi per la seva guia abreujada de visionat del personatge Kira Nerys.
El 2019, Tor.com va assenyalar això com un "essencial" per al personatge d'Odo, comentant que ajuda a establir el personatge i com era per a Odo mentre treballava per als cardassians.

## Llançaments
Es va publicar en LaserDisc al Japó el 6 de juny de 1997, com a part de la col·lecció de mitja temporada 2nd Season Vol. 1, que tenia 7 discs de doble cara de 12". Els discs tenien pistes d'àudio en anglès i japonès.
L'1 d'abril de 2003, la temporada 2 de Star Trek: Deep Space Nine es va publicar en discs de vídeo DVD, amb 26 episodis en set discs.
Aquest episodi es va publicar el 2017 en DVD amb la caixa de la sèrie completa, que tenia 176 episodis en 48 discs.